# Championnat du Liban de football 2002-2003
Navigation
Saison précédente Saison suivante
La saison 2002-2003 du Championnat du Liban de football est la quarante-troisième édition du championnat de première division au Liban. Les douze meilleurs clubs du pays sont regroupés au sein d'une poule unique où ils s'affrontent deux fois au cours de la saison, à domicile et à l'extérieur. À l'issue de cette phase régulière, les quatre premiers du classement participent à la poule pour le titre tandis que les quatre derniers jouent une poule de relégation, qui voit les deux moins bons être relégués et remplacés par les deux meilleures équipes de deuxième division.
L'issue de la compétition débouche sur une surprise puisque c'est l'Olympic Beyrouth, club promu de D2 cette année, qui est sacré après avoir terminé en tête de la poule pour le titre, avec un seul point d'avance sur Nejmeh SC et quatre sur Al Ahed Beyrouth. C'est le tout premier titre de champion du Liban de l'histoire du club, qui réalise même le doublé en s'imposant en finale de la Coupe du Liban face au Nejmeh SC.

## Les clubs participants
| - Al Ansar - Safa Beyrouth - Salam Zgharta - Nejmeh SC - Club Sagesse - Al Borj | - Shabab Al Sahel - Olympic Beyrouth - Promu de D2 - Al Tadamon Tyr - Al Mabarrah Beyrouth - Promu de D2 - Al Ahed Beyrouth - Akhaa Ahli Aley |

## Compétition

### Première phase
Le barème utilisé pour établir le classement est le suivant :
- Victoire : 3 points
- Match nul : 1 point
- Défaite : 0 point

| Rang | Équipe                | Pts | J  | G  | N  | P  | Bp | Bc | Diff |
| ---- | --------------------- | --- | -- | -- | -- | -- | -- | -- | ---- |
| 1    | Olympic BeyrouthP     | 50  | 22 | 16 | 2  | 4  | 39 | 12 | +27  |
| 2    | Nejmeh SCT            | 47  | 22 | 14 | 5  | 3  | 43 | 22 | +21  |
| 3    | Al Ahed Beyrouth      | 43  | 22 | 13 | 4  | 5  | 36 | 19 | +17  |
| 4    | Al Ansar              | 37  | 22 | 9  | 10 | 3  | 32 | 19 | +13  |
| 5    | Al Tadamon Tyr        | 32  | 22 | 8  | 8  | 6  | 30 | 27 | +3   |
| 6    | Safa Beyrouth         | 27  | 22 | 7  | 6  | 9  | 25 | 31 | -6   |
| 7    | Shabab Al Sahel       | 23  | 22 | 5  | 8  | 9  | 29 | 34 | -5   |
| 8    | Club Sagesse          | 23  | 22 | 5  | 8  | 9  | 25 | 32 | -7   |
| 9    | Salam Zghorta         | 23  | 22 | 6  | 5  | 11 | 29 | 37 | -8   |
| 10   | Al Mabarrah BeyrouthP | 23  | 22 | 5  | 8  | 9  | 25 | 34 | -9   |
| 11   | Akhaa Ahli Aley       | 16  | 22 | 4  | 4  | 14 | 17 | 38 | -21  |
| 12   | Al Borj -6            | 11  | 22 | 5  | 2  | 15 | 21 | 46 | -25  |

|  | Qualification pour la poule pour le titre                              |
|  | Participation à la poule de relégation                                 |
|  | T : Tenant du titre C : Vainqueur de la Coupe du Liban P : Promu de D2 |

- Al Borj reçoit une pénalité de 6 points après avoir abandonné la rencontre face à l'Olympic Beyrouth lors de la 14e journée.

### Deuxième phase

#### Poule pour le titre
| Rang | Équipe               | Pts | J  | G  | N  | P | Bp | Bc | Diff |  | Résultats (▼ dom., ► ext.) | Oly | Nej | Ahe | Ans |
| ---- | -------------------- | --- | -- | -- | -- | - | -- | -- | ---- |  | -------------------------- | --- | --- | --- | --- |
| 1    | Olympic Beyrouth'P'C | 54  | 25 | 17 | 3  | 5 | 40 | 14 | +26  |  | Olympic Beyrouth'P'C       |     |     | 0-0 | 1-0 |
| 2    | Nejmeh SCT           | 53  | 25 | 16 | 5  | 4 | 49 | 26 | +23  |  | Nejmeh SCT                 | 2-0 |     | 3-4 | 1-0 |
| 3    | Al Ahed Beyrouth     | 50  | 25 | 15 | 5  | 5 | 44 | 22 | +22  |  | Al Ahed Beyrouth           |     |     |     |     |
| 4    | Al Ansar             | 37  | 25 | 9  | 10 | 6 | 32 | 25 | +7   |  | Al Ansar                   |     |     | 0-4 |     |

|  | Qualification pour la Coupe de l'AFC 2004                              |
|  | T : Tenant du titre C : Vainqueur de la Coupe du Liban P : Promu de D2 |

#### Poule de relégation
| Rang | Équipe                | Pts | J  | G | N | P  | Bp | Bc | Diff |  | Résultats (▼ dom., ► ext.) | Mab | Sal | Akh | Bur |
| ---- | --------------------- | --- | -- | - | - | -- | -- | -- | ---- |  | -------------------------- | --- | --- | --- | --- |
| 1    | Al Mabarrah BeyrouthP | 32  | 25 | 8 | 8 | 9  | 39 | 38 | +1   |  | Al Mabarrah BeyrouthP      |     |     | 3-1 | 6-0 |
| 2    | Salam Zghorta         | 26  | 25 | 7 | 5 | 13 | 41 | 44 | -3   |  | Salam Zghorta              | 3-5 |     | 1-2 | 8-0 |
| 3    | Akhaa Ahli Aley       | 19  | 25 | 5 | 4 | 16 | 21 | 45 | -24  |  | Akhaa Ahli Aley            |     |     |     | 1-4 |
| 4    | Al Borj -6            | 14  | 25 | 6 | 2 | 17 | 25 | 61 | -36  |  | Al Borj -6                 |     |     |     |     |

|  | Relégation en deuxième division |
|  | P : Promu de D2                 |

- Al Borj reçoit une pénalité de 6 points après avoir abandonné la rencontre face à l'Olympic Beyrouth lors de la 14e journée.

## Bilan de la saison
| Championnat du Liban de football 2002-2003                        |                              |
| Champion                                                          | Olympic Beyrouth (1er titre) |
| Coupes et trophées                                                |                              |
| Vainqueur de la Coupe du Liban 2002-2003                          | Olympic Beyrouth             |
| Qualifications continentales                                      |                              |
| Coupe de l'AFC 2004                                               | Olympic Beyrouth             |
| Coupe de l'AFC 2004                                               | Nejmeh SC                    |
| Promotions et relégations                                         |                              |
| Promus en Premier League                                          | Homenmen Beyrouth            |
| Promus en Premier League                                          | Homenetmen Beyrouth          |
| Relégués en Championnat du Liban de football de deuxième division | Akhaa Ahli Aley              |
| Relégués en Championnat du Liban de football de deuxième division | Al Borj                      |